# Кевлишвили, Павел Васильевич
Па́вел Васи́льевич Кевлишви́ли — участник советского атомного проекта, лауреат Сталинской и Ленинской премий.

## Биография
Родился 2 февраля 1915 года в Тбилиси (Тифлис) в семье инженера-путейца.
В 1931 году по комсомольской путевке был направлен на строительство Читинской ГРЭС. Затем работал электромонтёром на Тбилисском паровозоремонтном заводе.
В 1933 году поступил в Тбилисский энергетический институт, после первого курса перевёлся в МЭИ, который окончил в 1938 г. по специальности инженер-электрик. Работал в ЦНИИ чёрной металлургии.
В 1941—1945 гг. служил в РККА, командир артбатареи 62-го гвардейского артиллерийского полка 29-й гв. сд, Западный и 2-й Прибалтийский фронты, гвардии капитан. Комиссован по инвалидности после тяжёлого ранения. В 1942 г. вступил в ВКП(б). Награждён орденом Отечественной войны 1-й степени (1944) и медалью «За отвагу» (1943).
В декабре 1946 года принят в Институт химической физики АН СССР на должность старшего инженера в отдел приборостроения, перед которым стояла задача создания приборов для регистрации физических параметров ядерного взрыва. Руководил группой.
Закрытым указом от 29 октября 1949 года премирован Сталинской премией и награждён орденом Трудового Красного Знамени.
В 1950 г. со своей группой создал приборы для измерения интервалов времени между импульсами при испытаниях ядерного оружия на полигоне.
Сталинская премия 1951 года — за участие в разработке методов испытаний и проведении испытаний изделий РДС.
С сер. 1950-х гг. зав. лабораторией. Занимался решением задач, связанных с физикой и механикой высотного ядерного взрыва. По итогам исследований была подготовлена двухтомная монография. Её авторы П. В. Кевлишвили, М. А. Ельяшевич, А. С. Дубовик, Ю. П. Райзер, И. В. Немчинов отмечены в 1966 г. Ленинской премией.
В 1963—1989 гг. заместитель директора Института физики Земли по Спецсектору. Начал подготовку Спецсектора к его преобразованию в 1991 году в Институт динамики геосфер РАН.
Награждён двумя орденами Ленина, орденами Октябрьской революции, Трудового Красного Знамени, «Знак Почёта», двумя орденами Отечественной войны I степени, а также медалями.
Умер в 1998 году.